# 沃罗日巴市镇
沃罗日巴市级市镇（烏克蘭語：Ворожбянська міська громада），是乌克兰东北部蘇梅州蘇梅區的市级市镇，行政中心为沃羅日巴。市镇面积为152.4平方公里，2020年人口数量为8,413人。

## 居民点
该市镇包括1个市（沃羅日巴）和12个村庄。